# علاء الدين السجادي
علاء الدين السجادي  هو مؤرخ وصحفي وأديب وقاضي وعالم إسلامي عراقي.

## نشأته
ولد علاء الدين السجادي في العراق وتحديدا في منطقة باراو في السليمانية عام 1907م من أسرة كردية، توفيت والدته وهو طفل صغير فتزوج والده بامرأة أخرى من منطقة سنه في كوردستان إيران وانتقل اليها وكون عائلة جديدة تتألف من أربعة أبناء وبنت واحد وعاش والده هناك وتوفي فيها، اما علاء الدين السجادي فلم يغادر العراق مع والده وتربى عند عم له، حيث تخرج من المدرسة الأهلية الدينية الإسلامية سنة 1927، ثم تفقه بالدين الإسلامي على يد العلماء، علي التكيوي، وأمجد الزهاوي، ومحمد القزلجي، وفي سنة 1937 انتقل للعاصمة بغداد لتولى امامية مسجد خاتون في منطقة الميدان، وفي سنة 1938 اسس مجلة كه لاويز الناطقة بالكردية، والتي استمرت عشر سنوات، كم اصدر سنة 1941 م مجلة نزار الخاصة بالثقافة العراقية، ثم تولى منصب عميد كلية الاداب بجامعة بغداد سنة 1966، حتى سنة 1974 حيث عين رئيس الأوقاف الإسلامية والشؤون الدينية في المنطقة الشمالية العراقية التي أصبحت إقليم كردستان لاحقا، وكان له الفضل الأكبر بوضع نظامها الإداري والمالي وهيكلها العام وخلال تلك الفترة مارس مهامه كقاضي وخطيب وامام وواعظ، له العديد من المؤلفات الفكرية والثقافية، أهمها تاريخ الادب الكردي، والعادات والتقاليد الكوردية، وقد وافته المنية في بغداد سنة 1984.